# Vladimir Kaminer
Vladimir Kaminer, (en russe :  Владимир Викторович Каминер) né le 19 juillet 1967 à Moscou, d’origine russo-juive, est un écrivain et un chroniqueur de langue allemande.

## Biographie
Après une formation d’ingénieur du son pour le théâtre et la Radio, Vladimir  Kaminer étudie  la dramaturgie à l’institut de théâtre de Moscou. Il est étudiant à Berlin-Est lors de la chute du Mur en 1989 et demande alors l'asile politique. Il vit depuis 1990 avec sa femme Olga Gura ainsi que ses deux enfants à Berlin, dans le district Prenzlauer Berg.
Pendant plusieurs années, il est membre de Reformbühne Heim & Welt et lit toutes les semaines ses nouveaux écrits au Kaffee Burger. Il publie régulièrement des textes dans différents revues et journaux allemands et a une émission hebdomadaire sur « Radiomultikulti » de RBB (une fréquence s'adressant aux immigrés en Allemagne), ainsi qu'une rubrique dans le « Morgenmagazin » (litt : Magazine du Matin) sur ZDF. Enfin, il organise des évènements culturels au Kaffee Burger en collaboration avec Yuriy Gurzhy comme l’émission « Russendisko » où il tient la place de DJ. Il se produit parfois au Berliner Kabarett Anstalt.
Certains de ses écrits sont de véritables best-seller, qui font de leur auteur un des jeunes écrivains de l'avant-garde littéraire, c'est le cas de Musique militaire et Russendisko. Vladimir Kaminer écrit tous ses textes en allemand et non en russe, sa langue maternelle. Ses œuvres sont traduites dans de nombreuses langues.

## Œuvres

### Discographie
- Russendisko Random House Audio,  (ISBN 3-89830-135-4), 1 CD, ca. 73 min, août 2000
- Militärmusik Random House Audio,  (ISBN 3-89830-263-6), 2 CD, ca. 150 min, septembre 2001
- Schönhauser Allee Random House Audio,  (ISBN 3-89830-354-3),  1 CD, ca 75 min, mars 2002
- Die Reise nach Trulala Random House Audio,  (ISBN 3-89830-414-0), 2 CD, ca. 140 min, août 2002
- Best of ... Random House Audio,  (ISBN 3-89830-489-2), 2 CD, ca. 140 min,  mars 2003
- Helden des Alltags (avec Helmut Höge), Random House Audio,   (ISBN 3-89830-549-X), 1 CD, ca. 70 min, mars 2003
- Mein deutsches Dschungelbuch Random House Audio,  (ISBN 3-89830-610-0), 2 CD, ca. 140 min, août 2003
- Ich mache mir Sorgen, Mama Random House Audio,  (ISBN 3-89830-773-5), 2 CD, ca. 140 min, juin 2004
- Karaoke Random House Audio,  (ISBN 3-86604-014-8), 2 CD, ca. 140 min, août 2005
- Radio Russendisko zusammen mit Yuriy Gurzhy,  Random House Audio,  (ISBN 3-86604-224-8), 1 CD, ca. 70 min, janvier 2006
- Küche totalitär Random House Audio,  (ISBN 3-86604-114-4), 2 CD, ca. 140 min, février 2006